# Filoimea Telito
Sir Filoimea Telito (Vaitupu, 1944 – Vaiaku, 11 luglio 2011) è stato un politico tuvaluano.

## Biografia
Telito è stato l'ottavo Governatore generale delle Tuvalu, rappresentante la Regina Elisabetta II, succedendo al precedente governatore Faimalaga Luka il 15 aprile 2005, carica che ha conservato fino al 19 marzo 2010 quando si è dimesso, venendo sostituito ad interim da Kamuta Latasi fino alla nomina di Iakoba Italeli come nuovo governatore generale.
Precedentemente è stato un preside di scuola e pastore di una chiesa, era originario dell'isola di Vaitupu.
È morto a Vaiaku a causa di un attacco di cuore l'11 luglio 2011 ed è stato sepolto a Funafuti tre giorni dopo. In segno di lutto tutte le attività governative di Tuvalu sono state sospese il giorno del funerale.